# Еету Вертайнен
Еету Вертайнен (фін. Eetu Vertainen, нар. 11 травня 1999, Еспоо, Фінляндія) — фінський футболіст, нападник італійського клубу «Трієстіна».

## Ігрова кар'єра

### Клубна
Еету Вертайнен є вихованцем клубної академії столичного ГІКа. З 2017 року він почав виступи в основі ГІКа у чемпіонаті Фінляндії. паралельно з цим нападник грав за дублюючий склад клубу «Клубі 04». Сезон 2021 року Вертайнен почав у клубі «Ільвес».
У вересні 2021 року футболіст підписав дворічний контракт з шотландським клубом «Сент-Джонстон». В лютому 2022 року Вертайнен відправився в оренду в північноірландський «Лінфілд». З початком нового сезону 2022/23 термін оренд було продовжено до кінця сезону. В грудні 2022 року Вертайнен був визнаний Гравцем місяця та отримав нагороду "Гол місяця".
Контракт гравця з шотландським клубом було завершено і 1 вересня 2023 року Вертайнен як вільний агент перейшов до італійського клубу Серії С «Трієстіна». Італійці не змогли вчасно зареєструвати гравця і 11 вересня Вертайнен відправився в оренду в грецьку «Каллітею» до кінця року. В січні 2024 року нападник повернувся до «Трієстіни» і 7 лютого зіграв першу гру в Серії С чемпіонату Італії.

### Збірна
У 2018 році в складі юнацької збірної Фінляндії (U-19) Еету Вертайнен брав участь у домашньому юнацькому чемпіонаті Європи, де відзначився одним забитим голом.

## Титули
ГІК
 Чемпіон Фінляндії (3): 2017, 2018, 2020
 Переможець Кубка Фінляндії (2): 2016/17, 2020